# Zerreißet, zersprenget, zertrümmert die Gruft

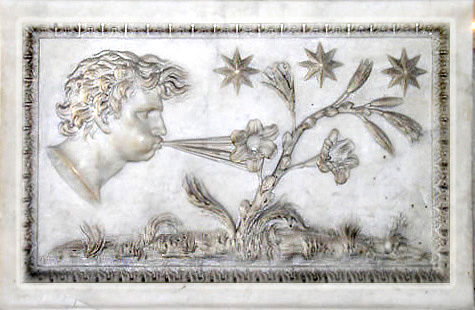
Stürmender Aeolus

Zerreißet, zersprenget, zertrümmert die Gruft (BWV 205) ist eine weltliche Kantate von Johann Sebastian Bach.

## Entstehung
Der Text der Kantate stammt von Christian Friedrich Henrici, genannt Picander. Die Kantate war eine Auftragsarbeit von Leipziger Studenten für den äußerst beliebten Universitätsprofessor August Friedrich Müller. Zu dessen Namenstag am 3. August 1725 wurde sie als „Dramma per musica“ konzipiert und als mit dem Titel „Der zufriedengestellte Aeolus“ versehene Kantate in Leipzig aufgeführt.

## Thematik
Pallas Athene gibt ein Fest zu Ehren des Professors Müller. Sie befürchtet aber, dass Aeolus als Gott der Winde schon im August seine schweren Herbststürme loslassen und damit das Fest zunichtemachen könnte. Mit Hilfe des Zephyrus, des Gottes der milden Winde, und der Göttin des Obstsegens Pomona gelingt es ihr jedoch Aeolus zu beschwichtigen. Auch dank dem Hinweis auf die Huldigung des verehrten Professors kann das Fest stattfinden. Nachdem eine Störung der Feierlichkeit abgewendet ist, stimmen die Anwesenden ein gemeinsames „Vivat“ auf den gelehrten Mann an.

## Besetzung
- Pallas Athene (Sopran)
- Pomona (Alt)
- Zephyrus (Tenor)
- Aeolus (Bass)
- Orchester: Trompete I-III, Horn I-II, Pauken, Traversflöte I/II, Oboe I/II, Violine I/II, Viola, Viola d’amore, Viola da gamba, Basso continuo.

## Besonderheit
Im finalen Chorsatz „Vivat! August, August vivat!“ wird dem Professor August Müller gehuldigt. Die beiden Könige, denen Bach Huldigungskantaten schrieb, hießen ebenfalls August. 1734 wird die Kantate BWV 205 zur Kantate „Blast Lärmen, ihr Feinde! verstärket die Macht“ (BWV 205a) umgearbeitet. Der Anlass ist die Krönungsfeier König Augusts III. Das finale Tutti beinhaltet den gleichen Ausruf, der diesmal allerdings dem König gilt.